# Databehandling
 Ikke at forveksle med dataanalyse, der i videnskabelig metodelitteratur undertidens betegnes databehandling.
Databehandling er enhver mål-orienteret aktivitet som forudsætter, drager fordel af, eller skaber en matematisk sekvens af trin kendt som en algoritme — fx via computere (i så fald elektronisk databehandling (edb)). Databehandling omfatter design, udvikling og bygning af hardware og software systemer; behandling, strukturering og forvaltning af forskellige slags information; lave videnskabelig forskning på og med computere; få databehandlingssystemer til at opføre sig  intelligent; og skabe og anvende kommunikationsmedia og underholdningsmedia. Området databehandling omfatter datateknik (inkl. systemudvikling), softwareudvikling, datalogi, informationssystemer og informationsteknologi.

## Historie
Databehandlingshistorien er længere end historien om elektronisk databehandling-hardware og moderne computer-teknologi og omfatter historien om metoder som har hensigten at anvende tegne- og skriveudstyr som fx blyant og papir - eller skrivekridt og tavle.
Databehandling er tæt forbundet til repræsentationen af tal. Men længe før abstraktioner som tallene opstod, var der matematiske begreber som ydede civilisationens formål. Disse begreber omfatter en-til-en korrespondence (grundlaget for at tælle), sammenligne til en standard (anvendes til måling), og 3-4-5 retvinklet trekant (et redskab til at sikre rette vinkler).
De tidligste kendte redskaber som blev anvendt til databehandling var regnebrættet og det menes at være blevet opfundet i oldtidsbyen Babylon omkring 2400 fvt. Regnebrættets oprindelige udformning var ved at tegne linjer i sand og med småsten. Regnebrættet anvendes stadig i dag. Regnebrættet var den første kendte databehandler og er det ældste avancerede system til at lave beregning - som slog grækernes metoder med 2000 år.
Den første dokumenterede idé til at anvende digital elektronik til databehandling var i en artikel fra 1931; "The Use of Thyratrons for High Speed Automatic Counting of Physical Phenomena" by C. E. Wynn-Williams. Claude Shannons artikel fra 1938; "A Symbolic Analysis of Relay and Switching Circuits" introducerede da idéen med at anvende elektronik til Boolske algebraiske operationer.
Historisk har man også tidligere på dansk anvendt udtrykket administrativ databehandling (adb) og det er brug af computere til at løse administrative og planlægningsmæssige opgaver indenfor forvaltningsorganisationer og næringslivsorganisationer. Typiske opgaver som omfattes af adb er regnskab, økonomi, dokumenthåndtering, projektstyring, kundehåndtering m.m..

## Computer
En computer er en maskine, som arbejder på data i henhold til en mængde af instruktioner kaldet et computerprogram. Programmet har en udførbar form, som computeren kan anvende direkte til at udføre instruktionerne.  Det samme program i dens menneskelæsbare kildekode form, gør en programmør i stand til at undersøge og udvikle en sekvens af trin kendt som en algoritme.